# Tombe dei presidenti degli Stati Uniti d'America
Questo è l'elenco dei luoghi di sepoltura dei presidenti degli Stati Uniti d'America.
| N° | Presidente                                                                           | Immagine del Presidente                                        | Luogo di sepoltura                                                                    | Immagine della tomba |
| -- | ------------------------------------------------------------------------------------ | -------------------------------------------------------------- | ------------------------------------------------------------------------------------- | -------------------- |
| 1  | George Washington (1732-1799) Presidente degli Stati Uniti d'America (1789-1797)     |                                                                | Mount Vernon Contea di Fairfax Virginia USA                                           |                      |
| 2  | John Adams (1735-1826) Presidente degli Stati Uniti d'America (1797-1801)            |                                                                | Hancock Cemetery Quincy Massachusetts USA (Sepoltura iniziale)                        | N.D.                 |
| 2  | John Adams (1735-1826) Presidente degli Stati Uniti d'America (1797-1801)            | United First Parish Church Quincy Massachusetts USA            |                                                                                       |                      |
| 3  | Thomas Jefferson (1743-1826) Presidente degli Stati Uniti d'America (1801-1809)      |                                                                | Monticello Charlottesville Virginia USA                                               |                      |
| 4  | James Madison (1751-1836) Presidente degli Stati Uniti d'America (1809-1817)         |                                                                | Madison Family Cemetery Montpelier Virginia USA                                       |                      |
| 5  | James Monroe (1751-1836) Presidente degli Stati Uniti d'America (1817-1825)          |                                                                | New York City Marble Cemetery New York USA (Sepoltura iniziale)                       | N.D.                 |
| 5  | James Monroe (1751-1836) Presidente degli Stati Uniti d'America (1817-1825)          | Hollywood Cemetery Richmond Virginia USA                       |                                                                                       |                      |
| 6  | John Quincy Adams (1767-1848) Presidente degli Stati Uniti d'America (1825-1829)     |                                                                | Cimitero del Congresso Washington USA (Sepoltura iniziale)                            | N.D.                 |
| 6  | John Quincy Adams (1767-1848) Presidente degli Stati Uniti d'America (1825-1829)     | Hancock Cemetery Quincy Massachusetts USA (Seconda sepoltura)  | N.D.                                                                                  |                      |
| 6  | John Quincy Adams (1767-1848) Presidente degli Stati Uniti d'America (1825-1829)     | United First Parish Church Quincy Massachusetts USA            |                                                                                       |                      |
| 7  | Andrew Jackson (1767-1845) Presidente degli Stati Uniti d'America (1829-1837)        |                                                                | The Hermitage Nashville Tennessee USA                                                 |                      |
| 8  | Martin Van Buren (1782-1862) Presidente degli Stati Uniti d'America (1837-1841)      |                                                                | Kinderhook Reformed Church Cemetery Kinderhook New York USA                           |                      |
| 9  | William Henry Harrison (1773-1841) Presidente degli Stati Uniti d'America (1841)     |                                                                | Cimitero del Congresso Washington, D.C. (Sepoltura iniziale)                          | N.D.                 |
| 9  | William Henry Harrison (1773-1841) Presidente degli Stati Uniti d'America (1841)     | William Henry Harrison Tomb State Memorial North Bend Ohio USA |                                                                                       |                      |
| 10 | John Tyler (1790-1862) Presidente degli Stati Uniti d'America (1841-1845)            |                                                                | Hollywood Cemetery Richmond Virginia USA                                              |                      |
| 11 | James Knox Polk (1795-1849) Presidente degli Stati Uniti d'America (1845-1849)       |                                                                | Nashville City Cemetery Nashville Tennessee USA (Sepoltura iniziale)                  | N.D.                 |
| 11 | James Knox Polk (1795-1849) Presidente degli Stati Uniti d'America (1845-1849)       | Polk Place Nashville Tennessee USA (Seconda sepoltura)         | N.D.                                                                                  |                      |
| 11 | James Knox Polk (1795-1849) Presidente degli Stati Uniti d'America (1845-1849)       | Tennessee State Capitol Nashville Tennessee USA                |                                                                                       |                      |
| 12 | Zachary Taylor (1784-1850) Presidente degli Stati Uniti d'America (1849-1850)        |                                                                | Cimitero del Congresso Washington USA (Sepoltura iniziale)                            | N.D.                 |
| 12 | Zachary Taylor (1784-1850) Presidente degli Stati Uniti d'America (1849-1850)        | Zachary Taylor National Cemetery Louisville Kentucky USA       |                                                                                       |                      |
| 13 | Millard Fillmore (1800-1874) Presidente degli Stati Uniti d'America (1850-1853)      |                                                                | Forest Lawn Cemetery Buffalo New York USA                                             |                      |
| 14 | Franklin Pierce (1804-1869) Presidente degli Stati Uniti d'America (1853-1857)       |                                                                | Old North Cemetery Concord New Hampshire USA                                          |                      |
| 15 | James Buchanan (1791-1868) Presidente degli Stati Uniti d'America (1857-1861)        |                                                                | Woodward Hill Cemetery Lancaster Pennsylvania USA                                     |                      |
| 16 | Abraham Lincoln (1809-1865) Presidente degli Stati Uniti d'America (1861-1865)       |                                                                | Tomba di Lincoln, Oak Ridge Cemetery Springfield Illinois USA                         |                      |
| 17 | Andrew Johnson (1808-1875) Presidente degli Stati Uniti d'America (1865-1869)        |                                                                | Andrew Johnson National Cemetery Greeneville Tennessee USA                            |                      |
| 18 | Ulysses S. Grant (1822-1885) Presidente degli Stati Uniti d'America (1869-1877)      |                                                                | Riverside Park Manhattan, New York USA (Sepoltura iniziale)                           | N.D.                 |
| 18 | Ulysses S. Grant (1822-1885) Presidente degli Stati Uniti d'America (1869-1877)      | General Grant National Memorial New York USA                   |                                                                                       |                      |
| 19 | Rutherford B. Hayes (1822-1893) Presidente degli Stati Uniti d'America (1877-1881)   |                                                                | Oakwood Cemetery Fremont Ohio USA (Sepoltura iniziale)                                | N.D.                 |
| 19 | Rutherford B. Hayes (1822-1893) Presidente degli Stati Uniti d'America (1877-1881)   | Spiegel Grove Fremont Ohio USA                                 |                                                                                       |                      |
| 20 | James A. Garfield (1831-1881) Presidente degli Stati Uniti d'America (1881)          |                                                                | James A. Garfield Memorial Lake View Cemetery Cleveland Ohio USA                      |                      |
| 21 | Chester A. Arthur (1829.1886) Presidente degli Stati Uniti d'America (1881-1885)     |                                                                | Albany Rural Cemetery Menands New York USA                                            |                      |
| 22 | Grover Cleveland (1837-1908) Presidente degli Stati Uniti d'America (1885-1889)      |                                                                | Princeton Cemetery Princeton New Jersey USA                                           |                      |
| 23 | Benjamin Harrison (1833-1901) Presidente degli Stati Uniti d'America (1889-1893)     |                                                                | Crown Hill Cemetery Indianapolis Indiana USA                                          |                      |
| 24 | Grover Cleveland (1837-1908) Presidente degli Stati Uniti d'America (1893-1897)      |                                                                | Princeton Cemetery Princeton New Jersey USA                                           |                      |
| 25 | William McKinley (1843-1901) Presidente degli Stati Uniti d'America (1897-1901)      |                                                                | West Lawn Cemetery Canton Ohio USA (Sepoltura iniziale)                               | N.D.                 |
| 25 | William McKinley (1843-1901) Presidente degli Stati Uniti d'America (1897-1901)      | McKinley National Memorial Canton Ohio USA                     |                                                                                       |                      |
| 26 | Theodore Roosevelt (1858-1919) Presidente degli Stati Uniti d'America (1901-1909)    |                                                                | Youngs Memorial Cemetery Oyster Bay New York USA                                      |                      |
| 27 | William Howard Taft (1857-1930) Presidente degli Stati Uniti d'America (1909-1913)   |                                                                | Cimitero nazionale di Arlington Arlington Virginia USA                                |                      |
| 28 | Woodrow Wilson (1856-1924) Presidente degli Stati Uniti d'America (1913-1921)        |                                                                | Cattedrale dei Santi Pietro e Paolo Washington USA                                    |                      |
| 29 | Warren G. Harding (1865-1923) Presidente degli Stati Uniti d'America (1921-1923)     |                                                                | Marion Cemetery Marion Ohio USA (Sepoltura iniziale)                                  | N.D.                 |
| 29 | Warren G. Harding (1865-1923) Presidente degli Stati Uniti d'America (1921-1923)     | Tomba di Harding Marion Ohio USA                               |                                                                                       |                      |
| 30 | Calvin Coolidge (1872-1933) Presidente degli Stati Uniti d'America (1923-1929)       |                                                                | Plymouth Notch Cemetery Plymouth Notch Vermont USA                                    |                      |
| 31 | Herbert Hoover (1874-1964) Presidente degli Stati Uniti d'America (1929-1933)        |                                                                | Herbert Hoover Presidential Library and Museum West Branch Iowa USA                   |                      |
| 32 | Franklin D. Roosevelt (1882-1945) Presidente degli Stati Uniti d'America (1933-1945) |                                                                | Springwood Hyde Park New York USA                                                     |                      |
| 33 | Harry S. Truman (1884-1972) Presidente degli Stati Uniti d'America (1945-1953)       |                                                                | Harry S. Truman Presidential Library and Museum Independence Missouri USA             |                      |
| 34 | Dwight D. Eisenhower (1890-1969) Presidente degli Stati Uniti d'America (1953-1961)  |                                                                | Dwight D. Eisenhower Presidential Library, Museum and Boyhood Home Abilene Kansas USA |                      |
| 35 | John F. Kennedy (1917-1963) Presidente degli Stati Uniti d'America (1961-1963)       |                                                                | Tomba di Kennedy Cimitero nazionale di Arlington Arlington Virginia USA               |                      |
| 36 | Lyndon B. Johnson (1908-1973) Presidente degli Stati Uniti d'America (1963-1969)     |                                                                | Lyndon B. Johnson National Historical Park Stonewall Texas USA                        |                      |
| 37 | Richard Nixon (1913-1994) Presidente degli Stati Uniti d'America (1969-1974)         |                                                                | Richard Nixon Presidential Library and Museum Yorba Linda California USA              |                      |
| 38 | Gerald Ford (1913-2006) Presidente degli Stati Uniti d'America (1974-1977)           |                                                                | Gerald R. Ford Presidential Museum Grand Rapids Michigan USA                          |                      |
| 39 | Jimmy Carter (1924-2024) Presidente degli Stati Uniti d'America (1977-1981)          |                                                                | Jimmy Carter National Historical Park Plains Georgia USA                              |                      |
| 40 | Ronald Reagan (1911-2004) Presidente degli Stati Uniti d'America (1981-1989)         |                                                                | Ronald Reagan Presidential Library Simi Valley California USA                         |                      |
| 41 | George H. W. Bush (1924-2018) Presidente degli Stati Uniti d'America (1989-1993)     |                                                                | George H.W. Bush Presidential Library and Museum College Station Texas USA            |                      |